# Wisła Mała

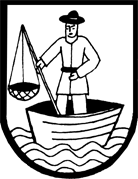
Nieoficjalny herb wsi Wisła Mała

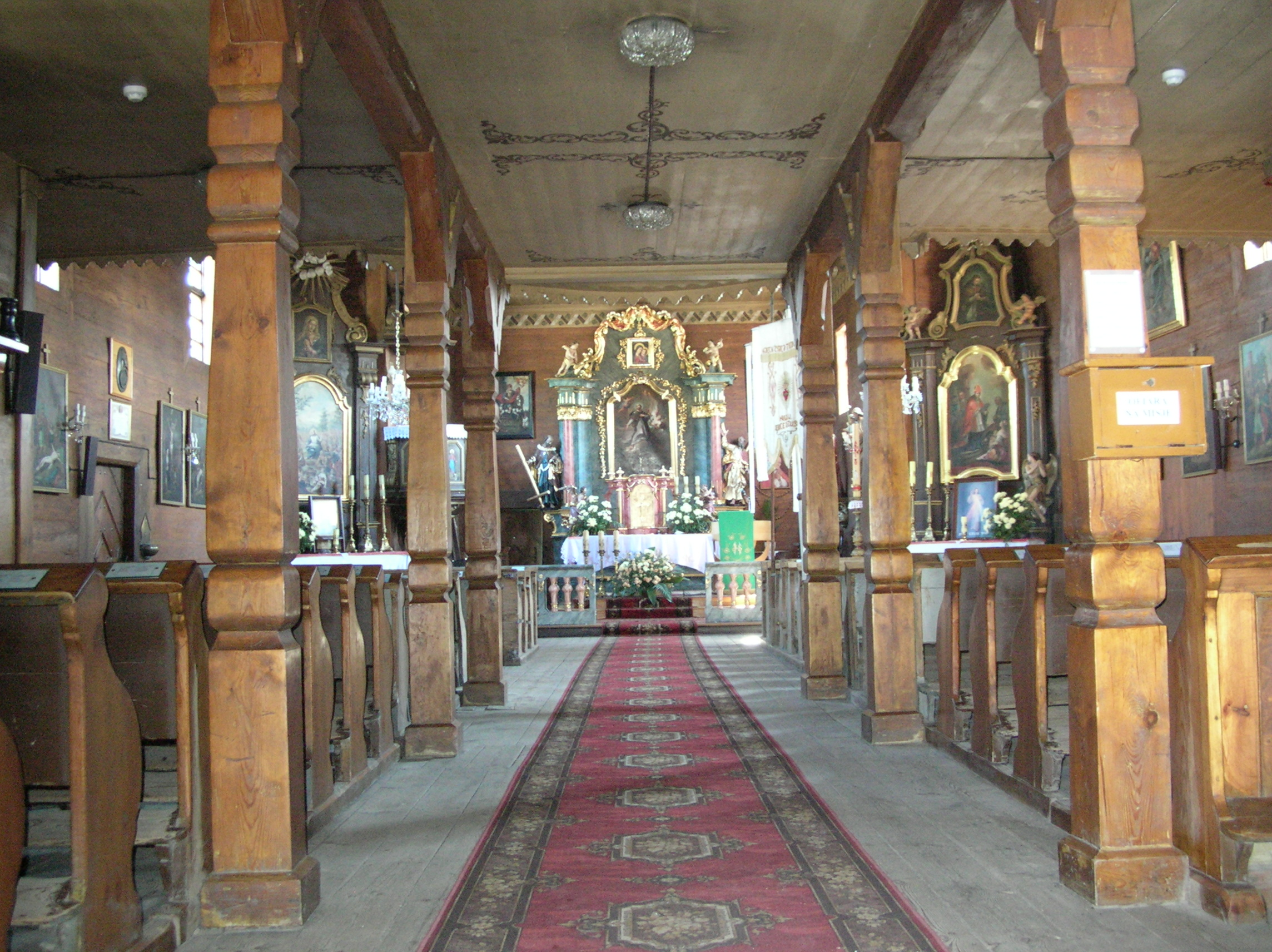
Wnętrze kościoła

Wisła Mała (niem. Deutsch Weichsel) – wieś w Polsce położona w województwie śląskim, w powiecie pszczyńskim, w gminie Pszczyna, nad Jeziorem Goczałkowickim.
W latach 1973–75 w gminie Wisła Wielka. W latach 1975–77 dzielnica Pszczyny. Od 1 lutego 1977 w gminie Pszczyna.

## Nazwa
W alfabetycznym spisie miejscowości z terenu Śląska wydanym w 1830 roku we Wrocławiu przez Johanna Knie wieś występuje pod dwiema nazwami: niemiecką Deutsch Weichsel oraz nazwą w gwarze śląskiej – Niemiecko Wisła.

## Historia
Miejscowość została po raz pierwszy wzmiankowana w dokumencie protekcyjnym biskupa wrocławskiego Wawrzyńca z dnia 25 maja 1223 roku wydanym na prośbę księcia opolsko-raciborskiego Kazimierza dla klasztoru premonstrantek w Rybniku, w którym to wymieniono około 30 miejscowości mających im płacić dziesięcinę. Pośród 14 miejscowości kasztelanii cieszyńskiej wymieniona jest również Vizla. Około 1290 roku najpewniej na rzece Wiśle została ustanowiona granica pomiędzy nowym księstwem cieszyńskim a księstwem raciborskim, pozostawiając Wisłę po stronie raciborskiej.
W następnym stuleciach ujawniają się już dwie miejscowości o nazwie Wisła. Jako pierwsza ujawnia się Wisła Niemiecka, a właściwie miejscowa parafia, która została po raz pierwszy wzmiankowana w spisie świętopietrza parafii dekanatu Oświęcim diecezji krakowskiej z 1326 pod nazwą Visla. Od ok. 1350 należała do obwodu dekanalnego pszczyńskiego. Pomimo tego, że w XII i XIII wieku tutejsza granica pomiędzy diecezjami wrocławską i krakowską ciągle się zmieniała, można założyć, że okolice późniejszej Pszczyny, w tym więc i Wisły Małej zostały podarowane wraz z Oświęcimiem i Bytomiem około 1177 Mieszkowi I Plątonogiemu, powiększając jego księstwo raciborskie.
Prawdopodobnie w drugiej połowie XIV wieku we wschodniej części wsi nastąpiła ponowna jej lokacja, na prawie polskim. Stąd w następnych wieku, w 1424 lub 1427 ujawniła się Wisła Polska, a więc obecna Wisła Wielka. Rozróżnienie Wisły Niemieckiej od Polskiej wiązało się zapewne z tym, że ta pierwsza funkcjonowała na prawie niemieckim a druga urządzona była według polskiego prawa osadniczego. Ponadto odróżniało je to, że Wisła Niemiecka była wsią szlachecką, kiedy Polska Wisła stanowiła własność panów na Pszczynie.
W 1742 po zwycięskiej I wojnie śląskiej Prusy zaanektowały większość Śląska, w tym Wisłę Niemiecką, a nowa granica prusko-austriacka przebiegała na południu wsi wzdłuż rzeki Wisły.
W 1928 roku rolnik Paweł Standura został odznaczony Brązowym Krzyżem Zasługi za „zasługi w przyłączeniu Górnego Śląska do Polski”.
W latach 1975–1998 miejscowość administracyjnie należała do województwa katowickiego.

## Zabytki
Znajduje się tu kościół pod wezwaniem św. Jakuba Starszego Apostoła, zbudowany w latach 1775-82.

## Sport
W miejscowości funkcjonuje klub sportowy LKS Wisła Mała. Powstał w 2000 roku, jego barwy są niebiesko-białe. Obecnie gra w B klasie, podokręgu Tychy.